# Рибулозо-1,5-бисфосфат
Рибулозо-1,5-бисфосфат (рибулозо-1,5-дифосфат, РуБФ) — двойной сложный эфир пятичленного сахара рибулозы и фосфорной кислоты. В растворе присутствует в форме бесцветного аниона. Эта молекула выполняет важную биологическую функцию, она — главный акцептор CO2 в реакции фиксации углекислого газа. Приставка бис в названии подчёркивает, что две фосфатные группы находятся у разных атомов углерода, а вот приставка ди может трактоваться как то, что два фосфата последовательно соединены друг с другом.

## Роль в фотосинтезе
Рибулозо-1,5-бисфосфат служит отправной точкой цикла Калвина, при помощи которого происходит ассимиляция углекислого газа у растений, водорослей и многих бактерий. Фермент Рубиско использует эту активированную молекулу как субстрат для фиксации CO2. В результате карбоксилирования рибулозо-1,5-бисфосфата образуется нестойкое 6-углеродное соединение под названием 3-кето-2-карбоксиарабинитол-1,5-бисфосфат, которое в результате гидролиза распадается на две молекулы 3-фосфоглицериновой кислоты. Образовавшиеся 3-углеродные сахара идут на синтез новых молекул глюкозы. После этого рибулозо-5-бисфосфат регенерирует из фруктозо-6-фосфата и трёх молекул 3-ФГК в ходе цикла Калвина. Рибулозо-5-бисфосфат фосфорилируется и вновь образуется рибулозо-1,5-бисфосфат.